# Monzinger Frühlingsplätzchen
Das Frühlingsplätzchen ist eine Weinberglage in Monzingen an der Nahe. Die Lage ist hauptsächlich mit Riesling bepflanzt, aber auch mit Grau-, Weiß- und Spätburgunder. Die Lage gehört zum Weinbaugebiet Nahe.
Wo der Schnee durch intensive Sonneneinstrahlung besonders schnell schmilzt und sich ein Ausblick übers Nahetal hinweg anbietet, liegt der Lagen-Name „Frühlingsplätzchen“ nahe und ist seit Jahrhunderten im Kataster eingetragen. Der Boden ist schiefrig, steinig und mehr oder weniger mit rotem Lehm des „Rotliegenden“ durchsetzt. Er bringt tendenziell volle, würzige Wein-Aromen.
Das Frühlingsplätzchen ist eine Erste Lage des VDP.